# NGC 42
NGC 42 je galaksija v ozvezdju Pegaza. Gravitacijsko vpliva na NGC 41.